# Leopolis (Brasil)
Leópolis es un municipio del estado de Paraná en la Región Sur de Brasil.